# Bihucourt
Bihucourt település Franciaországban, Pas-de-Calais megyében. Lakosainak száma 310 fő (2022. január 1.). Bihucourt Gomiécourt, Achiet-le-Grand, Béhagnies, Biefvillers-lès-Bapaume és Grévillers községekkel határos.

## Népesség
A település népességének változása:
| Lakosok száma | 350  | 363  | 360  | 351  | 345  | 343  | 338  | 333  | 310  |
|               | 2013 | 2015 | 2016 | 2017 | 2018 | 2019 | 2020 | 2021 | 2022 |